# V형 ATP가수분해효소
V형 ATP가수분해효소(영어: V-type ATPase)는 진핵생물에서 매우 다양한 기능을 가진 진화적으로 고도로 보존된 역사가 오래된 효소이다. V형 ATPase, V-ATPase라고도 한다. V형 ATP가수분해효소는 다양한 세포소기관을 산성화하고 수많은 유형의 세포의 원형질막을 가로질러 양성자를 펌핑한다. V형 ATP가수분해효소는 ATP 가수분해의 에너지를 진핵세포의 세포 내에 존재하는 막 및 원형질막을 가로질러 양성자(H+)를 수송하는 것과 짝짓게 한다. ATP 생성효소는 양성자의 농도 기울기의 에너지를 사용하여 ATP를 생성하는 양성자 통로이기 때문에 일반적으로 ATP가수분해효소(ATPase)와 반대되는 것으로 간주된다. V형 ATP가수분해효소는 ATP 가수분해의 에너지를 사용하여 양성자의 농도 기울기를 생성하는 양성자 펌프이다.

## 같이 보기
- P형 ATP가수분해효소 (P형 ATPase)
- F형 ATP가수분해효소 (F형 ATPase)
- ATP 생성효소
- Na+/K+-ATP가수분해효소 (Na+/K+-ATPase)